# Dichapetalum scorpioideum
Dichapetalum scorpioideum är en tvåhjärtbladig växtart som beskrevs av Leenh.. Dichapetalum scorpioideum ingår i släktet Dichapetalum och familjen Dichapetalaceae. Inga underarter finns listade i Catalogue of Life.